# Vladimir Vojnovitj

Vladimir Nikolajevitj Vojnovitj (ryska: Владимир Николаевич Войнович), född 26 september 1932 i Stalinabad (nuvarande Dusjanbe) i Tadzjikiska socialistiska sovjetrepubliken, död 27 juli 2018 i Moskva i Ryssland, var en sovjetisk och rysk författare, främst känd som satiriker. Från mitten av 1990-talet var han även verksam som målare.

## Biografi
Vojnovitj arbetade först på kollektivjordbruk, på byggen och på fabrik, och tjänstgjorde i Röda armén under perioden 1951–55. Efter att ha fått några dikter publicerade sökte han till Gorkijinstitutet, men fick avslag. Därefter arbetade Vojnovitj som snickare i Kazakstan, där han också undervisade på en aftonskola. 1960 tillträdde Vojnovitj en tjänst på Moskvaradion, och blev berömd som författare till sången 14 minuter till start (14 минут до старта), som hyllade Gagarins rymdfärd, och som kom att bli de sovjetiska kosmonauternas inofficiella hymn.

### Dissident
Vojnovitj protesterade mot rättegångarna mot dissidenterna Sinjavskij och Daniel (1966–68) och motsatte sig att Aleksandr Solzjenitsyn uteslöts ur författarförbundet. 1974 uteslöts Vojnovitj själv ur författarförbundet och kunde därmed inte längre publicera sig i Sovjetunionen. I En incident på Metropol hävdade Vojnovitj att KGB försökte förgifta honom.

### Emigration och återkomst
I december 1980 tvingades Vojnovitj och hans familj att emigrera till Västtyskland. Vojnovitj undervisade därefter på universiteten i München och Princeton. 1991 återfick Vojnovitj sitt sovjetiska medborgarskap av Gorbatjov.

## Litterär verksamhet
Vojnovitj slog igenom med novellen Vi bor här (Мы здесь живём) i tidskriften Novyj mir 1961. Novellen, som skildrar några unga människors liv på ett kollektivjordbruk, vann kritikens gillande, medan novellen Bygget (Хочу быть честным, 1963) kritiserades för att ge en alltför negativ bild av korruption, attityder och moral i byggnadssektorn. Vojnovitj ger en bild av de tarvliga överväganden som ligger till grund för bestickning på låg nivå, men journalistiken som propagandainstrument på lokalplanet skildras också med skärpa. I novellen Två kamrater (Два товарища, 1967) är huvudpersonen en ärlig och strävsam, om än något förvirrad yngling. Hans kamrat, Tolik, visar sig efterhand vara en anpassling och karriärist, som är beredd att förråda sina vänner för sin egen trygghet. Tolik väljer till slut en bana som  panegyrisk poet, redo att skriva hyllningar till sina överordnade. 
Som Vojnovitj främsta verk räknas romanen Soldaten Ivan Tjonkins liv och underbara öden (Жизнь и необычайные приключения солдата Ивана Чонкина), inspirerad av Jaroslav Hašeks Den tappre soldaten Švejk. Tjonkin är satt att vakta ett havererat militärflygplan på landsbygden, men glöms bort av sina överordnade. Han tillfångatar alla som närmar sig flygplanet, och klassas till slut som rövare. Romanen skrevs under perioden 1963–70, och cirkulerade som samizdat innan den gavs ut i väst. I kortromanen Ivankiaden eller Berättelsen om författaren Vladimir Vojnovitjs lägenhetsbyte (Иванькиада, 1976) skildrar Vojnovitj den burleska historien om hur en politruk inom författarförbundet försöker beröva honom den lägenhet han blivit tilldelad. 
I sin dystopiska roman Moskva 2042 (1986, översatt till engelska men inte svenska), skriven under perestrojkans första år, förutspådde Vojnovitj att ett postsovjetiskt Ryssland skulle komma att styras av en KGB-officer som tidigare varit stationerad i Tyskland, en slående parallell till Vladimir Putin.

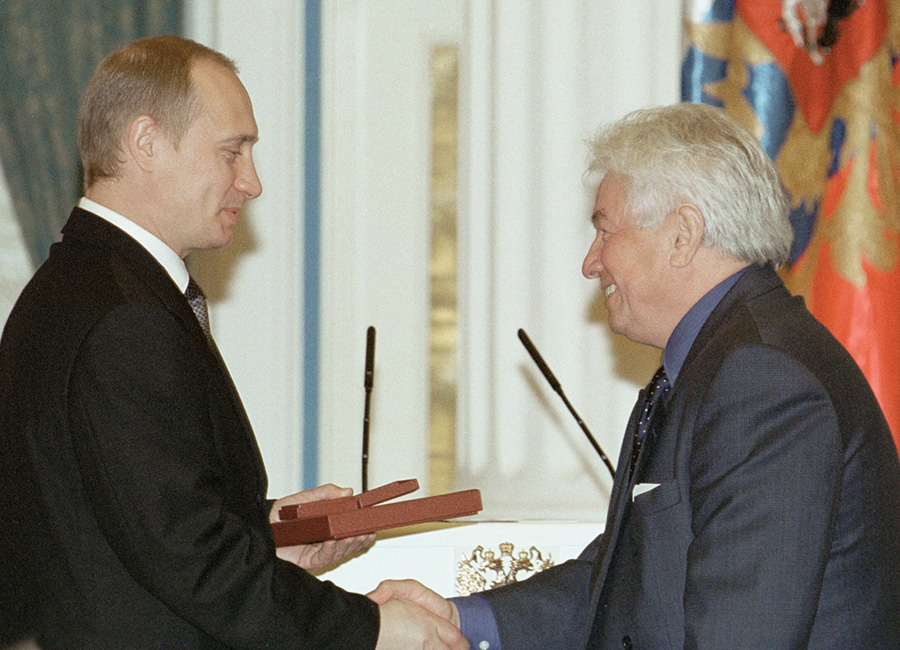
Vladimir Putin överlämnar ett pris till Vladimir Vojnovitj 2001

## Vojnovitj på svenska
- Soldaten Ivan Tjonkins liv och underbara äventyr, översättning av Torsten M. Nilsson, Rabén & Sjögren, 1974.
- Bygget/Två kamrater, översättning av Torsten M. Nilsson, Rabén & Sjögren, 1978.
- Ivankiaden, eller Berättelsen om författaren Vladimir Vojnovitjs lägenhetsbyte, översättning av Torsten M. Nilsson, Rabén & Sjögren, 1979.
- I goda vänners lag, översättning av Torsten M. Nilsson, Rabén & Sjögren, 1980.
- Tronpretendenten: Soldaten Ivan Tjonkins nya äventyr, översättning av Torsten M. Nilsson, Rabén & Sjögren, 1981.